# Eugalta victoria
Eugalta victoria là một loài tò vò trong họ Ichneumonidae.